# Markershausen
Markershausen ist ein Ortsteil der Gemeinde Herleshausen im nordhessischen Werra-Meißner-Kreis. Es liegt von Wäldern umgeben im Süden des Ringgaus nordwestlich des Hauptorts Herleshausen.

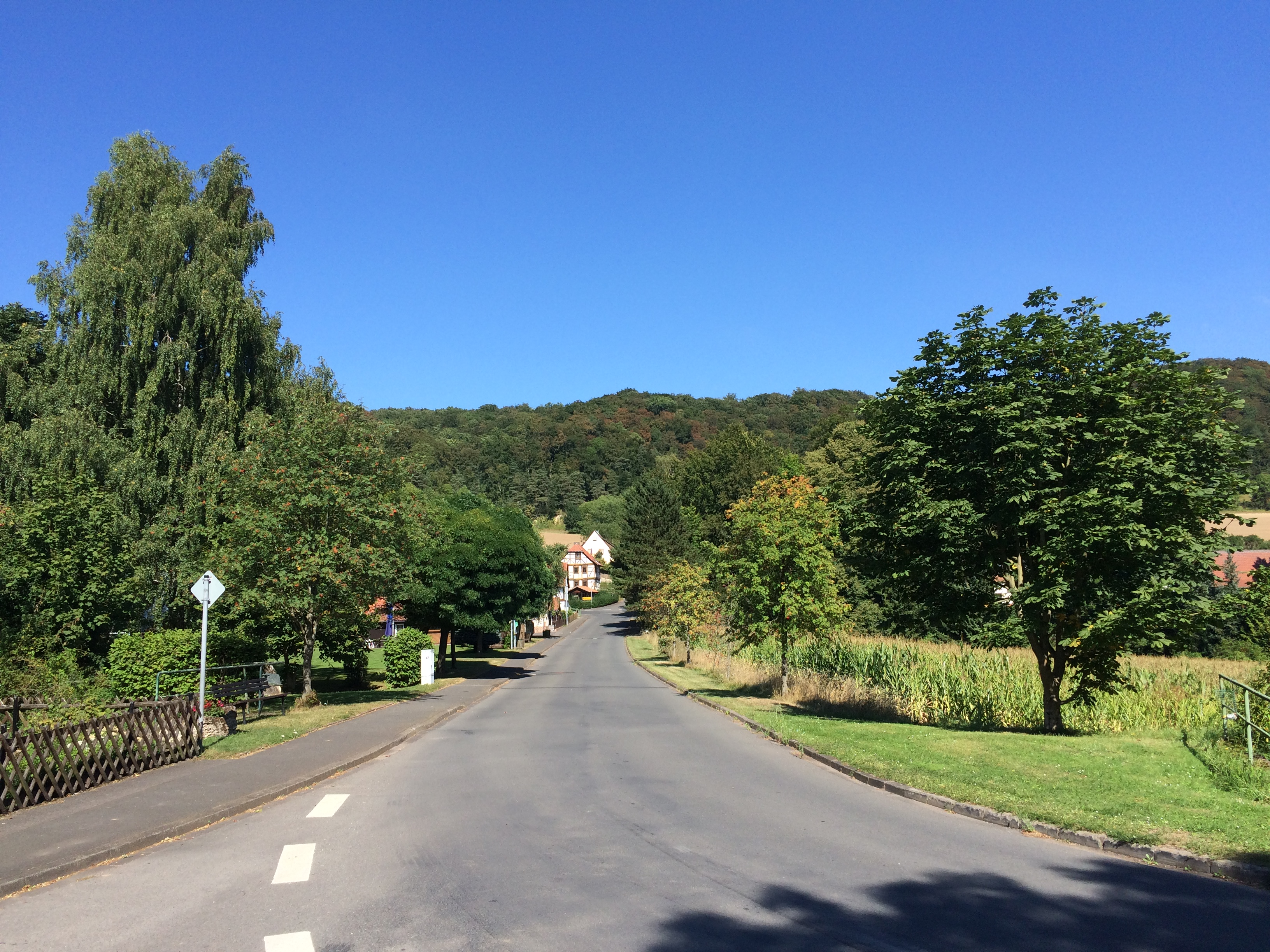
Brandenfelsstraße (Kreisstraße 20) in Markershausen

## Geschichte

### Ortsgeschichte
Die älteste bekannte schriftliche Erwähnung von Markershausen erfolgte unter dem Namen villa Marquartishusen um das Jahr 1300. Weitere Erwähnungen erfolgten unter den Ortsnamen (in Klammern das Jahr der Erwähnung): Marcwartshusen (1359), Margwertshusin (um 1400) und Marckershausen (1585).
Wie bei vielen der umliegenden Dörfer waren die Herren Treusch von Buttlar auch die Lehnsinhaber von Markershausen. Das Rittergut Markershausen war vermutlich eine Art Vorwerk der Burg Brandenfels und der Ort gehörte somit zum Gericht der Burg Brandenfels nordwestlich von Markershausen. In seiner heutigen Gestalt entstand das repräsentative Herrenhaus des Guts mit mehreren Wirtschaftsgebäuden und einem parkartigen Garten in der Mitte des 18. Jahrhunderts.
Zum 1. Dezember 1970 erfolgte im Zuge der Gebietsreform in Hessen der freiwillige Zusammenschluss der bis dahin selbständigen Gemeinden Altefeld, Archfeld, Breitzbach, Herleshausen (mit Frauenborn), Holzhausen, Markershausen, Nesselröden, Unhausen, Willershausen und Wommen zur Großgemeinde Herleshausen. Für die eingliederten Gemeinden und Herleshausen mit Frauenborn wurde je ein Ortsbezirk mit Ortsbeirat und Ortsvorsteher nach der Hessischen Gemeindeordnung gebildet.

### Verwaltungsgeschichte im Überblick
Die folgende Liste zeigt die Staaten und Verwaltungseinheiten, denen Markershausen angehört(e):
- vor 1567: Heiliges Römisches Reich, Landgrafschaft Hessen, Amt Sontra
- ab 1654: Heiliges Römisches Reich, Landgrafschaft Hessen-Kassel, Amt Sontra
- ab 1806: Landgrafschaft Hessen-Kassel, Amt Sontra
- 1807–1813: Königreich Westphalen, Departement der Werra, Distrikt Eschwege, Kanton Netra
- ab 1815: Kurfürstentum Hessen, Amt Sontra[8]
- ab 1818: Kurfürstentum Hessen, Amt Netra[9]
- ab 1821: Kurfürstentum Hessen, Provinz Niederhessen, Kreis Eschwege[10][Anm. 2]
- ab 1848: Kurfürstentum Hessen, Bezirk Eschwege
- ab 1851: Kurfürstentum Hessen, Provinz Niederhessen, Kreis Eschwege
- ab 1867: Königreich Preußen, Provinz Hessen-Nassau, Regierungsbezirk Kassel, Kreis Eschwege
- ab 1871: Deutsches Reich, Königreich Preußen, Provinz Hessen-Nassau, Regierungsbezirk Kassel, Kreis Eschwege
- ab 1918: Deutsches Reich, Freistaat Preußen, Provinz Hessen-Nassau, Regierungsbezirk Kassel, Kreis Eschwege
- ab 1944: Deutsches Reich, Freistaat Preußen, Provinz Kurhessen, Landkreis Eschwege
- ab 1945: Deutsches Reich, Amerikanische Besatzungszone, Groß-Hessen, Regierungsbezirk Kassel, Landkreis Eschwege
- ab 1946: Deutsches Reich, Amerikanische Besatzungszone, Hessen, Regierungsbezirk Kassel, Landkreis Eschwege
- ab 1949: Bundesrepublik Deutschland, Hessen, Regierungsbezirk Kassel, Landkreis Eschwege
- ab 1970: Bundesrepublik Deutschland, Hessen, Regierungsbezirk Kassel, Landkreis Eschwege, Gemeinde Herleshausen
- ab 1974: Bundesrepublik Deutschland, Hessen, Regierungsbezirk Kassel, Werra-Meißner-Kreis, Gemeinde Herleshausen

## Bevölkerung

### Einwohnerstruktur 2011
Nach den Erhebungen des Zensus 2011 lebten am Stichtag, dem 9. Mai 2011, in Markershausen 66 Einwohner. Darunter waren keine Ausländer.
Nach dem Lebensalter waren 12 Einwohner unter 18 Jahren, 27 zwischen 18 und 49, 18 zwischen 50 und 64 und 9 Einwohner waren älter. Die Einwohner lebten in 30 Haushalten. Davon waren 9 Singlehaushalte, 3 Paare ohne Kinder und 9 Paare mit Kindern, sowie 6 Alleinerziehende und 3 Wohngemeinschaften. In 3 Haushalten lebten ausschließlich Senioren und in 21 Haushaltungen lebten keine Senioren.

### Einwohnerentwicklung
| Quelle: Historisches Ortslexikon |                  |
| • 1585:                          | 9 Haushaltungen  |
| • 1747:                          | 16 Haushaltungen |

| Markershausen: Einwohnerzahlen von 1834 bis 2011 | Markershausen: Einwohnerzahlen von 1834 bis 2011 | Markershausen: Einwohnerzahlen von 1834 bis 2011 | Markershausen: Einwohnerzahlen von 1834 bis 2011 | Markershausen: Einwohnerzahlen von 1834 bis 2011 |
| --- | ------------------------------------------------ | ------------------------------------------------ | ------------------------------------------------ | ------------------------------------------------ |
| Jahr |                                                  |                                                  |                                                  | Einwohner                                        |
| 1834 | 1834                                             |                                                  | 212                                              | 212                                              |
| 1840 | 1840                                             |                                                  | 235                                              | 235                                              |
| 1846 | 1846                                             |                                                  | 231                                              | 231                                              |
| 1852 | 1852                                             |                                                  | 237                                              | 237                                              |
| 1858 | 1858                                             |                                                  | 222                                              | 222                                              |
| 1864 | 1864                                             |                                                  | 202                                              | 202                                              |
| 1871 | 1871                                             |                                                  | 164                                              | 164                                              |
| 1875 | 1875                                             |                                                  | 180                                              | 180                                              |
| 1885 | 1885                                             |                                                  | 132                                              | 132                                              |
| 1895 | 1895                                             |                                                  | 116                                              | 116                                              |
| 1905 | 1905                                             |                                                  | 104                                              | 104                                              |
| 1910 | 1910                                             |                                                  | 104                                              | 104                                              |
| 1925 | 1925                                             |                                                  | 121                                              | 121                                              |
| 1939 | 1939                                             |                                                  | 125                                              | 125                                              |
| 1946 | 1946                                             |                                                  | 157                                              | 157                                              |
| 1950 | 1950                                             |                                                  | 155                                              | 155                                              |
| 1956 | 1956                                             |                                                  | 122                                              | 122                                              |
| 1961 | 1961                                             |                                                  | 106                                              | 106                                              |
| 1967 | 1967                                             |                                                  | 87                                               | 87                                               |
| 1970 | 1970                                             |                                                  | 98                                               | 98                                               |
| 1980 | 1980                                             |                                                  | ?                                                | ?                                                |
| 1990 | 1990                                             |                                                  | ?                                                | ?                                                |
| 2000 | 2000                                             |                                                  | ?                                                | ?                                                |
| 2011 | 2011                                             |                                                  | 66                                               | 66                                               |
| Datenquelle: Historisches Gemeindeverzeichnis für Hessen: Die Bevölkerung der Gemeinden 1834 bis 1967. Wiesbaden: Hessisches Statistisches Landesamt, 1968. Weitere Quellen: LAGIS; Zensus 2011 |                                                  |                                                  |                                                  |                                                  |

### Historische Religionszugehörigkeit
| • 1885: | 91 evangelische (= 100 %) Einwohner                             |
| • 1961: | 97 evangelische (= 91,51 %), 5 katholische (= 4,72 %) Einwohner |

## Politik
Ortsvorsteher ist Dieter Modner (Stand 2016).

## Sehenswürdigkeiten

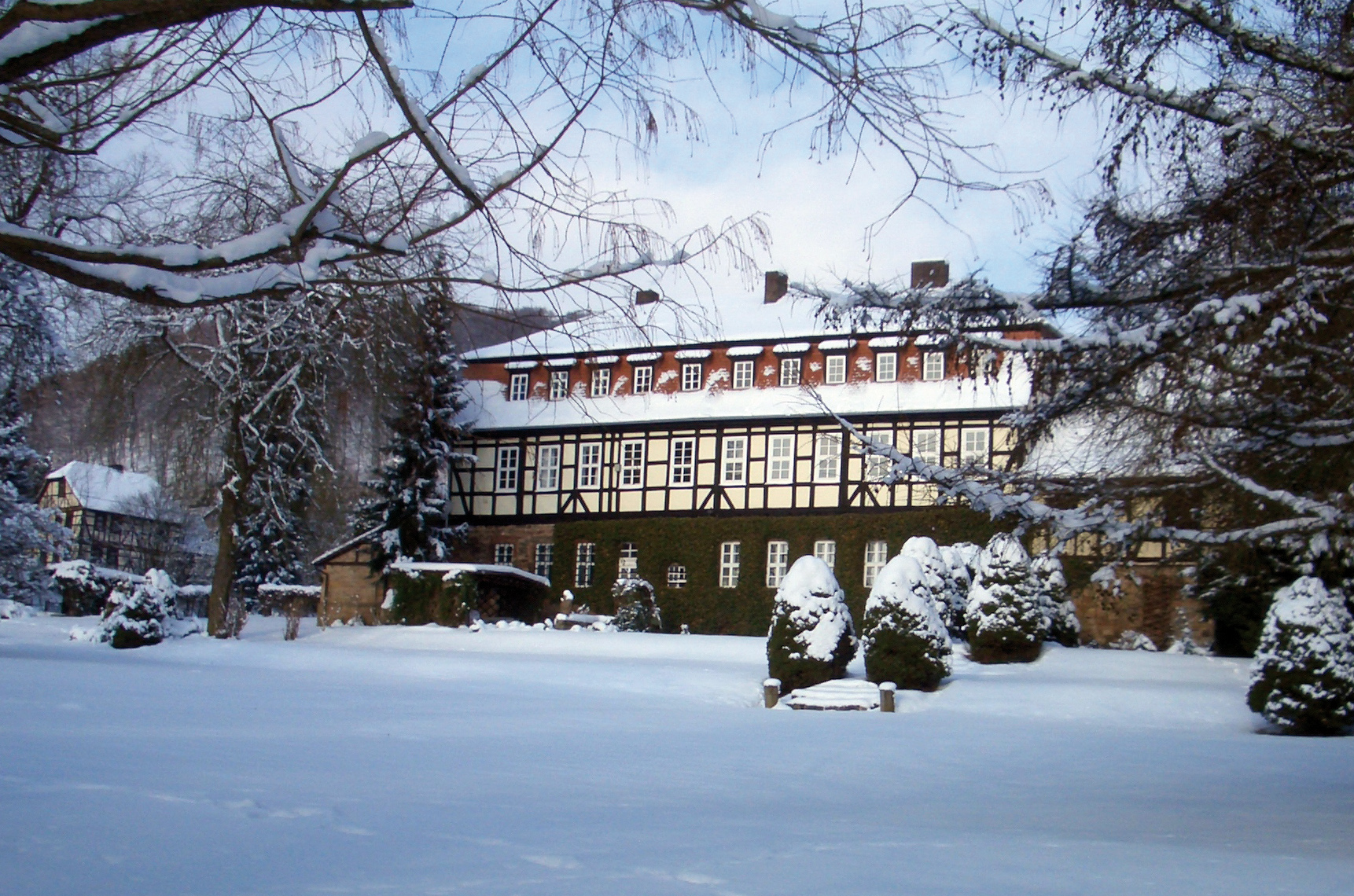
Rittergut Markershausen

- Historischer Schafstall, heute geschütztes Kulturdenkmal
- Patronatskirche; evangelische Pfarrkirche, 1828 erbaut
- Rittergut Markershausen
- Ruine Brandenfels
- Alte Dorfschule, ausgezeichnet mit dem Hessischen Denkmalschutzpreis 2019[12]